# Пшиборувко
Пшиборувко (пол. Przyborówko) — село в Польщі, у гміні Шамотули Шамотульського повіту Великопольського воєводства.
Населення — 188 осіб (2011).
У 1975-1998 роках село належало до Познанського воєводства.

## Демографія
Демографічна структура станом на 31 березня 2011 року:
|          | Загалом | Допрацездатний вік | Працездатний вік | Постпрацездатний вік |
| -------- | ------- | ------------------ | ---------------- | -------------------- |
| Чоловіки | 86      | 19                 | 62               | 5                    |
| Жінки    | 102     | 27                 | 62               | 13                   |
| Разом    | 188     | 46                 | 124              | 18                   |